# Polycyrtus neglectus
Polycyrtus neglectus là một loài tò vò trong họ Ichneumonidae.